# Centerville, Texas
Centerville är administrativ huvudort i Leon County i den amerikanska delstaten Texas med en yta av 3,8 km² och en folkmängd som uppgår till 903 invånare (2000). Orten grundades år 1850 och fick namnet Centerville på grund av sitt läge mitt i countyt. Centerville i Leon County ska ej förväxlas med den före detta administrativa huvudorten i Henderson County som blev en spökstad omkring år 1850.